# Хоукс Блаф (Алабама)
Хоукс Блаф (енгл. Hokes Bluff) град је у америчкој савезној држави Алабама. По попису становништва из 2010. у њему је живело 4.286 становника.

## Демографија
Према попису становништва из 2010. у граду је живело 4.286 становника, што је 137 (3,3%) становника више него 2000. године.
| Група             | 2000.         | 2010.         |
| Белци             | 4.089 (98,6%) | 4.217 (98,4%) |
| Афроамериканци    | 4 (0,1%)      | 15 (0,3%)     |
| Азијати           | 3 (0,1%)      | 18 (0,4%)     |
| Хиспаноамериканци | 19 (0,5%)     | 10 (0,2%)     |
| Укупно            | 4.149         | 4.286         |